# ميخائيل سبينس
ميخائيل سبينس (بالإنجليزية: Michael Spence)‏ هو قسيس أسترالي، ولد في 10 يناير 1962.